# Kazumichi Takagi
Kazumichi Takagi (Yasu, Prefectura de Shiga, Japó, 21 de novembre de 1980) és un futbolista japonès que disputà cinc partits amb la selecció japonesa.